# 鄧之屏
鄧之屏（1534年—？年），字惟邦，四川重慶府巴縣人，民籍。

## 生平
五月二十四日生，行四，治《易經》，由儒士中式四川鄉試第四十一名舉人，年二十六歲中式嘉靖三十八年己未科會試中式第七十一名，第二甲第七十三名進士。历官江西瑞州府知府，隆慶四年（1570年）八月升湖广按察司副使、整饬苏松常镇兵备。復除福建副使，萬曆二年（1574年）正月升廣東左参政，四年正月被罢免。

## 家族
曾祖鄧林；祖鄧大用；父鄧合，知縣；母郭氏；繼母劉氏。具慶下，妻蕭氏，兄國柱；之棟；之龍，弟之橋；之鴻；之鵾；之翰；之藩；之垣。